# Rotterdam (New York)
Rotterdam ist eine Town im Schenectady County des US-Bundesstaates New York. Das U.S. Census Bureau hat bei der Volkszählung 2020 eine Einwohnerzahl von 30.523 ermittelt. Sie ist nach der niederländischen Stadt Rotterdam benannt.

## Geografie
Rotterdam hat eine Fläche von 94,4 km². Die Ortschaft liegt westlich der City Schenectady an der Interstate 90, am Erie-Kanal sowie am Ufer des Mohawk-Rivers.

## Geschichte
Die Town wurde im April 1820 gegründet, jedoch war das heutige Gemeindegebiet bereits ab ca. 1661 von Holländern besiedelt.

## Söhne und Töchter der Ortschaft
- Simon J. Schermerhorn (1827–1901), US-amerikanischer Politiker
- David Wilcock (* 1973), Autor und Filmemacher